# Пек (река)
Пек извире испод планине Црни врх, а улива се у Дунав код Великог Градишта после 124 км тока. Пек у почетку пролази кроз клисуре у горњем току. Код села Бродица улази у пространу котлину Звижд која се сужава код села Нересница. Котлина се опет шири према граду Кучево. Након Кучева, Пек улази у Каонску клисуру која је кратка и након ње следи последња композитна долина Пека - равница Браничево која се протеже све до ушћа Пека у Дунав.
Река припада Црноморском сливу. Формира се ушћу двеју река - Велики и Мали Пек. Сопствени басен има површину од 1.236 км². Просечан проток воде 10,5 m³/с. Пек је и златоносна река, па је познат и као Златни Пек.